# Tychowski Rower Miejski
Tychowski Rower Miejski – system samoobsługowych wypożyczalni rowerów miejskich w Tychowie, działający od 10 sierpnia 2018. System działa sezonowo (wiosną i latem).
System jest liderem w Polsce w liczbie rowerów przypadających na mieszkańca. W tej miejscowości mieszka 2498 osób, które mają do dyspozycji 20 jednośladów co daje 125 osób na jeden rower, gdzie w największych systemach dużych miast liczba ta jest  powyżej 300 osób na jeden rower. Posiadając jedynie 2 stacje jest też najmniejszym wielostacyjnym systemem rowerów publicznych w Polsce. 

## Opis
W skład systemu wchodzi 21 rowerów i dwie stacje, zlokalizowane przy stacji kolejowej (ul. Kolejowa) i Szkole Podstawowej im. Adama Mickiewicza (ul. Dworcowa). Tychowski Rower Miejski zrealizowany został w ramach projektu "Budowa drogi pieszo-rowerowej z centrum miejscowości Tychowo do skrzyżowania z ul. Białogardzką wzdłuż ul. Dworcowej do ul. Kolejowej. Zakup i instalacja bezobsługowej wypożyczalni rowerów miejskich". 